# ثورة النجم
ثورة النجم (بالمجرية: Őszirózsás forradalom) أو ثورة الاستقلال المجرية (بالمجرية: Magyar függetlenségi forradalom) هي ثورة اندلعت في المجر في أعقاب الحرب العالمية الأولى قادها الكونت ميهالي كارولي نتج عنها تأسيس الجمهورية المجرية الأولى والتي لم تدم طويلاً.
سميت الثورة بهذا الاسم نسبةً إلى أزهار النجم التي وضعها المواطنون والجنود المسرحون على قبعاتهم في بودابست لترمز إلى المجلس الوطني المجري الديمقراطي الاشتراكي والكونت كارولي.
ساعد كارولي على تشكيل المجلس الوطني المجري الذي طالب بانفصال المجر عن الإمبراطورية النمساوية المجرية. قام المتظاهرون المناصرون للمجلس الوطني المجري بمساعدة جنود من الجيش المجري بالسيطرة على المباني العامة في جميع أنحاء العاصمة بودابست خلال ساعات الصباح المبكرة من يوم 31 أكتوبر عام 1918، وكانوا يضعون أزهار النجم على قبعاتهم. أعلن رئيس الوزراء شاندور فاكاله استقالته وقُتِلَ رئيس الوزراء السابق إشتفان تيسا.
أبدى الملك كارولي الرابع قبوله للثورة في نهاية المطاف فعيَّن ميهالي كارولي رئيساً جديداً للوزراء. قام كارولي بإلغاء تسوية 1867 ما أدرى إلى حلّ الاتحاد النمساوي المجري بصورة رسمية. ورغماً من هذا فقد ظل كارولي الرابع يفضل الاحتفاظ بعرشه ملكاً. أصدر كارولي الرابع في يوم 13 نوفمبر إعلاناً يعترف فيه بحق المجر في تحديد شكل الحكم وانسحابه من شؤون الدولة المجرية. أعلنت حكومة الكونت ميهالي كارولي المؤقتة عن قيام جمهورية المجر الشعبية بتاريخ 16 نوفمبر عام 1918، وتولى الكونت كرولي منصب الرئيس المؤقت.
ما لبث أن أطاح انقلاب شيوعي بالجمهورية خلال شهر مارس من عام 1919، وأُعلِنَ عن قيام الجمهورية المجرية السوفييتية.، وبدوره فقد أدى غزو رومانيا للبلاد إلى الإطاحة بالمجر السوفيتية، واستعيد بعدها النظام الملكي كدولة مستقلة بعد عملية إحياء وجيزة للجمهورية الشعبية.